# Елгава 94 (роман)
Елгава 94 (латыш. Jelgava 94) — дебютный роман Яниса Йоневса 2013 года. Фрагмент романа был опубликован в журнале «Latvju Teksti». В начале 2014 года,  в телешоу «Lielā lasīšana», роман был признан одной из 100 любимых книг латвийских читателей.
В 2019 году роман был экранизирован режиссером Янисом Абеле.
Сюжет романа разворачивается в тихом провинциальном городке Елгава в 1994 году. Главный герой романа подросток Янис, лучший ученик класса, проходит этапы взросления. По сюжету Янис знакомиться со субкультурой металлистов.

## Награды
- Премия Европейского союза по литературе (2014)
- Награда «100 grami kultūras» (2014)
- Занял 3-е место в оценке читателей Детского жюри от 15 лет;
- «Ежегодная литературная премия» в номинации «Лучший дебют» (2014);
- «Autortiesību bezgalības balvu 2017» (2017)

## Рецензии
- Katrīna Rudzīte Ceļā uz metālu (Satori, 2013)
- Helmuts Caune Grāmatas Jelgava 94 recenzija. Godīgi par pagātni (Diena, 2013)
- Guntis Berelis «Kurts šauj Amerikā un trāpa Jānim Latvijā» (Piejūras pilsētu literārais izdevums žurnāls "Vārds"ж 2013, ISSN 2255-7245)
- Jūlija Dibovska Romāna dzimšana no mūzikas gara (Ubi Sunt, 28.03.2013)
- Kārlis Kazāks, «Sulīgi pelēks», Cits medijs, 28.03.2013, ISSN 1691-6166
- Una Alksne Vieglais metāls (Ubi Sunt, 28.03.2013)
- Rihards Krūkliņš «Zudusī paaudze. Latvijā un Eiropā» (Ubi Sunt, 10.11.2014)